# Patrizia SE
Die Patrizia SE (Eigenschreibweise PATRIZIA SE) mit Sitz in Augsburg ist ein im SDAX der Deutschen Börse notierter globaler Anbieter von Immobilieninvestments in Europa.

## Beschreibung
Die Geschäftstätigkeit umfasst unter anderem den Ankauf, die Verwaltung, die Wertoptimierung sowie den Verkauf von Wohn- und Gewerbeimmobilien sowie Infrastrukturanlagen. Institutionellen Investoren werden direkte und indirekte Immobilien- und Infrastrukturanlagen in Deutschland und Europa angeboten. Seit 2016 bietet das Unternehmen über ihre Tochtergesellschaft PATRIZIA GrundInvest auch Fonds für Privatanleger an. Mit dem Kauf der GBW Gruppe (heute: Dawonia) im April 2013 stieg das von Patrizia betreute Immobilienvermögen auf über 12 Milliarden Euro. Mit Bekanntgabe der Übernahme der Rockspring Property Investment Managers LLP, der Triuva Kapitalverwaltungsgesellschaft mbH und des globalen Dachfondsanbieters Sparinvest Property Investors (SPI) im vierten Quartal 2017 hat sich das verwaltete Immobilienvermögen von Patrizia, die Assets under Management, gegenüber dem Vorjahr 2016 auf 38,7 Mrd. Euro mehr als verdoppelt. Bis Ende 2021 stiegen die Assets under Management auf mehr als 48 Mrd. Euro. Das Unternehmen ist an fünf deutschen Standorten vertreten und hat darüber hinaus Standorte in Amsterdam, Brüssel, Dublin, Kopenhagen, London, Luxemburg, Madrid, Mailand, Paris, Stockholm, Warschau und Zürich. Hinzu kommen weitere Standorte in Canberra, Hongkong, Melbourne, New York City, Seoul, Singapur, Sydney Tokio und Toronto von denen aus Patrizia ihre Investoren in Nordamerika und Asien betreut. Das Unternehmen ist somit auf vier Kontinenten als Investor und Dienstleister auf dem Immobilienmarkt tätig.

## Geschichte
Das Unternehmen wurde im Jahr 1984 von Wolfgang Egger gegründet, der bis 2023 Vorstandsvorsitzender war. Der Schwerpunkt lag dabei in München und Augsburg. So wurden Wohnungen in der Olympia-Pressestadt, Werkswohnungen der Bayer AG und weiterer Unternehmen sowie große Mietwohnungskomplexe in Perlach, Schwabing, Obergiesing und Augsburg erworben und überwiegend an die Mieter verkauft.
Nach dem Börsengang am 31. März 2006 erwarb die Patrizia in mehreren Transaktionen in Ballungsräumen Wohnungen und dehnte ihren Bestand zwischenzeitlich auf rund 13.000 Wohnungen aus. Gleichzeitig begann das Unternehmen  Spezialfonds für institutionelle Anleger aufzulegen. Zudem gründete es mit zwei internationalen Pensionskassen die PATRoffice GmbH & Co. KG, die in Gewerbeimmobilien investiert.
2011 übernahm die Patrizia die Hamburger LB Immo Invest GmbH, die Spezialfonds im Bereich Gewerbeimmobilien auflegt. In einem Co-Investment mit Versicherungen und Pensionskassen wurde Mitte Februar 2012 für 1,435 Milliarden Euro die LBBW Immobilien GmbH mit ca. 21.500 Wohnungen erworben.
Im April 2013 erhielt ein durch die Patrizia geführtes Co-Investment von Versorgungskassen, Versicherungen und Sparkassen den Zuschlag für 92 % der Aktien der GBW AG (heute Dawonia). Diese verfügt über einen Wohnungsbestand von rund 32.000 Wohnungen in Bayern; der Bruttokaufpreis betrug 2,45 Milliarden Euro.
Im selben Jahr übernahm die Patrizia die britische Tamar Group.
2004 beauftragte die Pensionskasse BVV die Patrizia mit der Verwaltung und dem Asset-Management ihrer Immobilienbestände.
Nach der Integration von Rockspring, Triuva und Sparinvest erwarb Patrizia 2018 eine strategische Beteiligung an Evana, einem Unternehmen für künstliche Intelligenz. Im Januar 2019 gab Patrizia die Übernahme der japanischen Kenzo Capital Corporation bekannt. Kenzo ist eine japanische Plattform für europäische Kunden, die an Investments in japanische Wohnimmobilien interessiert sind.
Im Juni 2019 änderte die Patrizia Immobilien AG ihre Firmierung, entsprechend einem Beschluss der Hauptversammlung, in 'PATRIZIA AG'.
Im Oktober 2019 erwarb Patrizia eine strategische Beteiligung an Cognotekt, einer in Köln ansässige Plattform für künstliche Intelligenz. Im Mai 2019 beteiligte sich Patrizia an Control.IT, einem Unternehmen für Asset- und Portfolio-Management-Software.
Ende 2019 schloss Patrizia eine strategische Partnerschaft mit WiredScore, einem globalen Bewertungsschema für digitale Konnektivität von Gewerbe- und Wohnimmobilien. Anfang 2020 erwarb Patrizia BrickVest, eine globale digitale Investmentplattform, die 2014 in London gegründet wurde. Seit Februar 2020 kooperiert Patrizia mit dem PropTech Venture Capital Unternehmen Pi Labs. Patrizia beteiligte sich an Pi Labs drittem Fonds, der in junge PropTech Startups in ganz Europa investieren wird. Im November 2020 erweiterte Patrizia ihr Innovationsnetzwerk mit einem Investment in den Camber Creek Venture Capital Fund. Camber Creek fokussiert sich vor allem auf Nordamerika.
Im September 2021 kündigte Patrizia die Übernahme von Whitehelm Capital an, einen internationalen Infrastruktur Investment Manager. Dadurch verdreifacht sich das von Patrizia verwaltete Infrastrukturvermögen auf rund 5 Mrd. Euro.
Laut Beschluss der Hauptversammlung erfolgte zum 1. Juni 2022 die Umwandlung der Patrizia AG in die Rechtsform einer SE, Societas Europaea.

## Kritik
1992 berichtete Der Spiegel, Wolfgang Egger habe mit der Aussage „Jede frei werdende Wohnung wird mit Asylanten belegt (…) Dann ziehen die anderen Mieter schon von alleine aus.“ die Bewohner der Rote-Torwall-Straße 16 und Schülestraße 4 in Augsburg verunsichert; Egger bestritt diese Aussage.
2004 gab es Klagen gegen die Baugenehmigung, mit der die Patrizia den Hamburger Schanzenturm in ein Mövenpick-Hotel umwandeln ließ. Später erhielt die Umgestaltung zwei Auszeichnungen, darunter 2008 einen Preis der Immobilienmesse MIPIM.
Nach Auffassung der Bayerischen Staatsregierung musste durch einen Regulierungsbeschluss der Europäischen Union die Bayerische Landesbank einen Großteil ihres GBW-Immobilienbestandes veräußern. Stand April 2019 ist allerdings unklar, ob diese Aufforderung der Europäischen Union tatsächlich bestand und damit der Verkauf überhaupt notwendig war. Auch die Frage, ob der Freistaat nicht direkt als Käufer hätte eintreten können, ist weiterhin ungeklärt. Die zuständige EU-Wettbewerbskommissarin Margrethe Vestager sagte, dass „der Verkauf der Wohnungsgesellschaft GBW auf Wunsch der BayernLB erfolgte und der Freistaat Bayern die Wohnungsgesellschaft GBW aus dem Besitz der Bayerischen Landesbank hätte kaufen können“. In einem privaten Bieterverfahren erhielt die Patrizia anschließend den Zuschlag, musste sich jedoch einer von Finanzminister Söder zugesicherten „Sozialcharta XXL“ unterwerfen zum Bestandsschutz für die Mieter. Dennoch häuften sich bei Mietervereinen in Bayern Beschwerden über Umwandlung von Miet- in Eigentumswohnungen, den Weiterverkauf von Wohnungen an Dritte oder Mieterhöhungen. Dass die Sozialcharta dagegen tatsächlich eingehalten wurde, bestätigten 2013 sowohl unabhängige Wirtschaftsprüfer als auch Günther Beckstein als Ombudsmann. Die Wirkung besagter Sozialcharta ist allerdings, auch durch ein Gerichtsurteil, durchaus umstritten.

## Konzernstruktur

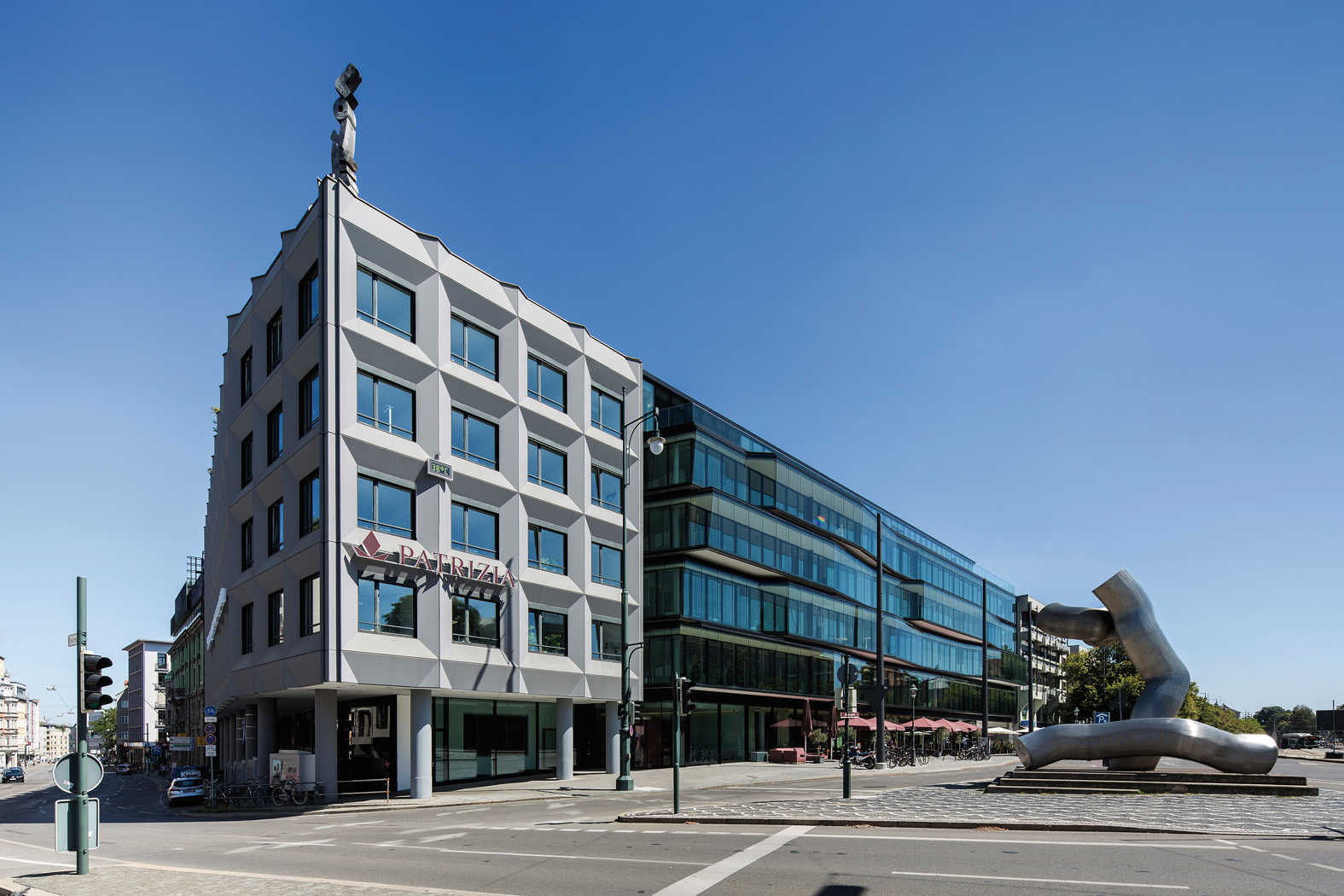
Hauptsitz der Patrizia Immobilien AG in Augsburg (2014)

Im Zuge der Integration von Rockspring, Triuva und Sparinvest unter einer gemeinsamen Marke im Jahr 2018 änderte Patrizia ihr Operating-Modell, um der neuen paneuropäischen Struktur Rechnung zu tragen. Diese unterteilt die Funktionen in globale, paneuropäische und lokale Einheiten.
Gründer, Mehrheitsgesellschafter und Vorstandsvorsitzender (bis 2023) des Unternehmens ist Wolfgang Egger. Seit August 2011 besitzt er über seine Verwaltungsgesellschaft First Capital Partner mehr als 51 Prozent der Patrizia-Stimmrechte. Nach Umwandlung der Rechtsform in eine SE im Juni 2022 änderte sich auch die bisherige Führungsstruktur aus Aufsichtsrat und Vorstand. Neben dem erweiterten Board of Directors ist jetzt das neu gebildete Executive Committee dafür verantwortlich, das wachsende Produktportfolio, die erweiterte Geschäftstätigkeit und die größere internationale Reichweite des Unternehmens zu managen.
Auf der Hauptversammlung im Juni 2022 wurde Saba Nazar (Managing Director BoA Securities und Co-Head of Global Financial Sponsors Group) als Non-Executive Director in den Verwaltungsrat berufen. Sie komplettiert damit das neue Board of Directors bestehend aus: Uwe H. Reuter (ehemals Citibank, Swiss RE / Allianz Group) als Vorsitzender Patrizia CEO Wolfgang Egger, Jonathan Feuer (Non-Executive Chairman und Mitbegründer von Eigen Technologies), Axel Hefer (CEO von Trivago), Marie Lalleman (ehemalige Executive Vice President, Global Strategic Partners bei The Nielsen Company) und Philippe Vimard (COO und CTO, Mitglied des Verwaltungsrats von Doctolib).

## Gemeinnützige Stiftung
Wolfgang Egger gründete 1999 die Patrizia Foundation (ehemals Patrizia Kinderhaus-Stiftung). Die gemeinnützige Stiftung mit Sitz in Augsburg ist weltweit tätig. Der Auftrag der Stiftung ist es, Kindern weltweit Zugang zu Bildung zu ermöglichen. Dies geschieht durch die Errichtung von Schulen, Kinderkrankenhäusern und Kinderheimen. Sie unterhält weltweit 19 Kinderhäuser, in denen bislang 250.000 Kinder und Jugendliche Zugang zu Bildung erhalten haben, medizinisch versorgt werden oder in den Kinderheimen der Stiftung einen Alltag in Sicherheit erleben oder Pflege erhalten. Weitere Kinderhäuser sind geplant.